# Philophylla dividua
Philophylla dividua är en tvåvingeart som först beskrevs av Hardy 1987.  Philophylla dividua ingår i släktet Philophylla, och familjen borrflugor. Inga underarter finns listade.